# HMS Tartar (F43)
HMS Tartar (L43/F43) là một tàu khu trục lớp Tribal được chế tạo cho Hải quân Hoàng gia Anh Quốc trước Chiến tranh Thế giới thứ hai. Nó đã phục vụ trong suốt Thế Chiến II, được gán biệt danh Lucky Tartar do nhiều lần thoát khỏi những tình huống nguy hiểm trong chiến tranh, và là một trong số chỉ có bốn chiếc trong tổng số 16 tàu khu trục lớp Tribal của Hải quân Hoàng gia sống sót qua cuộc xung đột.

## Thiết kế và chế tạo
Tartar được đặt hàng cho xưởng tàu của hãng Swan Hunter & Wigham Richardson Ltd. ở Wallsend, Tyne and Wear vào ngày 12 tháng 6 năm 1936 trong Chương trình Chế tạo Hải quân 1935. Nó được đặt lườn vào ngày 26 tháng 8 năm 1936 và được hạ thủy vào ngày 21 tháng 10 năm 1937, được trang bị để phục vụ như một soái hạm khu trục. Thoạt tiên mang ký hiệu lườn L43, nó được đổi thành F43 trước khi hoàn tất. Tartar được hoàn tất và nhập biên chế vào ngày 10 tháng 3 năm 1939.

## Lịch sử hoạt động

### Trước chiến tranh
Khi được đưa vào hoạt động, Tartar gia nhập Chi hạm đội Khu trục Tribal 2 trực thuộc Hạm đội Nhà, vốn được đổi tên thành Chi hạm đội Khu trục 6 vào tháng 4 năm 1939. Công việc chạy thử máy và huấn luyện của nó bị ngắt quãng do việc chiếc tàu ngầm HMS Thetis bị đắm trong vịnh Liverpool vào ngày 1 tháng 6 năm 1939, và Tartar nằm trong số các tàu của Hạm đội Nhà được gửi đến hiện trường tai nạn để giúp vào việc tìm kiếm và cứu nạn. Nó đã phục vụ như sở chỉ huy của hoạt động cứu hộ. Các hoạt động thực tập tiếp theo đã bộc lộ một số khiếm khuyết, nên Tartar được sửa chữa tại xưởng tàu Devonport cho đến cuối tháng 7 năm 1939, và sau đó gia nhập Hạm đội Nhà tại Scapa Flow.

### Vùng biển nhà – Bắc Hải
Khi Chiến tranh Thế giới thứ hai nổ ra, Tartar thực hiện một số hoạt động của chi hạm đội, bao gồm việc bảo vệ các tàu chiến chủ lực, ngăn chặn các tàu vượt phong tỏa và tàu cướp tàu buôn đối phương, cũng như tuần tra chống tàu ngầm. Vào ngày 24 tháng 11, nó được bố trí cùng các tàu chiến khác của Hạm đội Nhà trong việc truy tìm các thiết giáp hạm hạng nhẹ Đức Scharnhorst và Gneisenau sau vụ đánh chìm chiếc HMS Rawalpindi.
Vào tháng 12, nó bị rò rỉ nghiêm trọng do di chuyển với tốc độ cao trong lúc thời tiết xấu. Đây là một khiếm khuyết chung cho các tàu khu trục lớp Tribal, và Tartar được sửa chữa tại xưởng tàu của hãng Alexander Stephen and Sons ở Govan trên sông Clyde cho đến ngày 29 tháng 12. Trong tháng 1 và tháng 2 năm 1940, nó hộ tống các đoàn tàu vận tải đi và về từ Na Uy cũng như bảo vệ các đơn vị của hạm đội. Vào tháng 3, nó cùng tàu chị em HMS Mohawk hộ tống cho chiếc RMS Queen Elizabeth băng qua Khu vực Tiếp cận phía Tây trong chuyến hải hành đầu tiên, trước khi được chuyển đến Rosyth để làm nhiệm vụ hộ tống vận tải.
Trong tháng 4, Tartar đã hộ tống các đoàn tàu vận tải HN-24 và HN-25, xen kẻ với những lượt cho tách ra để truy tìm tàu chiến Đức hoạt động tại Bắc Hải. Sau đó nó hỗ trợ cho các hoạt động của quân Đồng Minh ngoài khơi Na Uy, bao gồm việc hộ tống cho chiếc tàu tuần dương HMS Suffolk bị hư hại và bảo vệ cho cuộc triệt thoái binh lính Đồng Minh khỏi Åndalsnes và Molde. Nó tiếp tục hoạt động ngoài khơi Na Uy cho đến cuối tháng 5, khi nó quay về Scapa Flow. Nó quay trở lại Bắc Hải vào đầu tháng 6, hộ tống cho tàu sân bay HMS Ark Royal và thiết giáp hạm HMS Valiant. Nó cũng hộ tống một số đoàn tàu vận tải triệt thoái của Đồng Minh, và tiến hành một cuộc truy tìm bất thành các thiết giáp hạm Scharnhorst và Gneisenau đối phương sau việc đánh chìm tàu sân bay HMS Glorious đang trên đường từ Na Uy quay trở về Anh.
Tartar sau đó làm nhiệm vụ tuần tra chống tàu ngầm cùng các tàu chị em HMS Bedouin và HMS Mashona. Vào ngày 19 tháng 6, nó cứu vớt những người sống sót từ một tàu buôn Bồ Đào Nha bị trúng ngư lôi, vào ngày 20 tháng 6 đã cùng với Mashona chiếm quyền kiểm soát các tàu khu trục Thụy Điển HSwMS Romulus và HSwMS Remus. Sau các cuộc thương lượng ngoại giao căng thẳng, chúng cuối cùng được trao trả cho Thụy Điển. Cùng lúc đó, Tartar trở thành soái hạm của Chi hạm đội Khu trục 6 khi chiếc tàu chị em HMS Somali được sửa chữa. Bản thân Tartar cũng cần được sửa chữa vào giữa tháng 7 sau khi bị hư hại bánh lái.
Vào ngày 8 tháng 8, Tartar được tạm thời điều động sang Lực lượng H với nhiệm vụ hộ tống cho các con tàu đang hướng sang Gibraltar. Vào ngày 5 tháng 9, nó bảo vệ cho các tàu rải mìn thuộc Hải đội Rải mìn một trong các hoạt động rải mìn ở phía Bắc. Một đợt tái trang bị được tiếp nối tại Devonport vào tháng 10, bao gồm việc sửa chữa những rò rỉ nước nạp nồi hơi và thay thế tháp pháo 4,7 in (120 mm) tại vị trí "X" bằng một khẩu đội 4 in (100 mm) nòng đôi góc cao để cải thiện hỏa lực phòng không. Công việc kéo dài cho đến tháng 12, khi nó quay trở lại Scapa Flow trong vai trò soái hạm của Chi hạm đội Khu trục 4.
Trong tháng 1 và tháng 2 năm 1941, Tartar đã bảo vệ cho một số hoạt động rải mìn tại Bắc Hải. Vào ngày 1 tháng 3, nó là một trong những tàu khu trục hộ tống cho các tàu đổ bộ trong Chiến dịch Claymore lên quần đảo Lofoten, rồi hỗ trợ cho các hoạt động đổ bộ đột kích tại đây. Vào ngày 3 tháng 3, nó đánh chìm chiếc tàu buôn Đức Bernhard Schulte ở tọa độ 61°55′B 5°07′Đ / 61,917°B 5,117°Đ. Đang khi thực hiện nhiệm vụ này vào ngày 4 tháng 3, nó đã ngăn chặn chiếc tàu đánh cá vũ trang Đức Krebbs và chiếm giữ nó cùng toàn bộ thủy thủ đoàn. Họ tịch thu được một máy mật mã Enigma cùng các tài liệu hỗ trợ, và sau đó chuyển giao đến Bletchley Park để hỗ trợ cho các hoạt động giải mã đối phương. Sang tháng 5, Tartar được điều sang nhiệm vụ bảo vệ các đoàn tàu vận tải vượt Đại Tây Dương, và đã hiện diện vào lúc đánh chìm thiết giáp hạm Đức Bismarck. Sau đó vào ngày 28 tháng 5, Tartar đang quay trở về Scapa Flow cùng với Mashona khi chúng chịu đựng một cuộc không kích ác liệt về phía Tây Ireland. Báo cáo tác chiến của Tartar ghi lại: "...Tất cả các máy bay tấn công được tin là những chiếc Heinkel He-111. Thỉnh thoảng một chiếc F.W. Condor dõi theo từ phía đuôi. Ước lượng có khoảng 50 máy bay đã tham gia các cuộc tấn công trong suốt 13 giờ..." Mashona bị trúng bom và bị hư hại nặng, và cuối cùng bị lật úp, nhưng Tartar cũng đáp trả khi bắn rơi một máy bay ném bom He-111. Tartar đã cứu vớt được 14 sĩ quan cùng 215 thủy thủ của chiếc tàu chị em, và chuyển họ đến Greenock. Trong trận chiến này "Tartar đã sử dụng đồng hồ định thời kíp nổ để ngắm các khẩu pháo 4,7 inch của nó, và sử dụng hầu hết tất cả các vũ khí; pháo 4,7 inch từ hệ thống điều khiển hỏa lực trong khi pháo 4 inch và vũ khí tầm gần được ngắm độc lập. Tổng cộng con tàu đã sử dụng 290 quả đạn pháo 4,7 inch, 255 quả đạn 4 inch, 1000 quả pháo "pom-pom" và 750 đạn súng máy.5 inch…"

### Biển Bắc Cực
Tartar tiếp nối các nhiệm vụ cùng Hạm đội Nhà vào tháng 6, khi nó được phối thuộc vào một lực lượng nhỏ với mục tiêu truy lùng các tàu khảo sát thời tiết Đức để chiếm giữ máy mật mã Enigma cùng các tài liệu liên quan. Vào ngày 26 tháng 6, nó hộ tống cho tàu tuần dương HMS Nigeria cùng tàu khu trục HMS Bedouin khởi hành từ Scapa Flow để đi đến vùng biển ngoài khơi đảo Jan Mayen. Vào ngày 28 tháng 6, lực lượng đặc nhiệm phát hiện chiếc tàu khảo sát thời tiết Lauenburg, và một đội đổ bộ của Tartar đã chiếm quyền kiểm soát con tàu, thu được những tài liệu quan trọng. Tartar sau đó đánh chìm Lauenburg bằng hải pháo. Vào ngày 27 tháng 7, nó tiến hành trinh sát Spitsbergen để xem xét khả năng sử dụng hòn đảo này như một căn cứ tiếp nhiên liệu cho các đoàn tàu vận tải đi sang Liên Xô.
Tartar tiếp tục các hoạt động tại biển Bắc Cực trong suốt tháng 8. Vào ngày 2 tháng 8, nó phá hủy trạm thời tiết trên đảo Bear và di tản thường dân Nga từ đảo này đến Murmansk. Tartar đã tháp tùng tàu khu trục HMS Inglefield khi chiếc này đưa Vua George VI đến Scapa Flow. Vào ngày 17 tháng 8, nó hộ tống thiết giáp hạm HMS Prince of Wales đưa Thủ tướng Winston Churchill quay trở về sau cuộc Hội nghị Hiến chương Đại Tây Dương cùng Tổng thống Hoa Kỳ Franklin D. Roosevelt. Không lâu sau đó, HMS Prince of Wales vượt qua một đoàn tàu vận tải hướng sang phía Đông gồm 73 chiếc, nó quay lại và băng qua đoàn tàu một lần nữa để Thủ tướng và các tàu buôn có thể chào đón lẫn nhau. Khi Prince of Wales về đến River Clyde, Tartar đón thủ tướng để đưa ông đến Greenock trong hành trình quay trở về London.
Vào ngày 20 tháng 8, hộ tống cho các chiếc Empress of Australia và RFA Oligarch đi đến Spitsbergen thiết lập một cứ điểm đồn trú. Sau khi hoàn thành nhiệm vụ, nó tiếp tục hộ tống Empress of Australia đi đến Murmansk, chuyên chở những công dân Liên Xô và Na Uy ở đảo này. Sau đó chiếc tàu khu trục được đại tu và tái trang bị bởi hãng Green and Silley Weir, Royal Albert Dock, London, kéo dài từ tháng 9 đến giữa tháng 10. Công việc bao gồm dỡ cột ăn-ten chính nguyên thủy để cải thiện góc bắn hỏa lực phòng không, cắt ngắn ống khói phía sau, bố trí lại các vị trí thả mìn sâu và trang bị radar Kiểu 285 điều khiển hỏa lực dàn pháo chính. Nó quay trở về Scapa Flow sau khi hoàn tất việc đại tu, và trở thành soái hạm của Chi hạm đội Khu trục 6.
Tartar trải qua tháng 1 và tháng 2 năm 1942 hộ tống một loạt các đoàn tàu vận tải đi sang Nga, bao gồm PQ-7B, QP-5, PQ-12, PQ-13 và QP-9. Vào ngày 8 tháng 3, nó hộ tống các đơn vị thuộc Hạm đội Nhà trong một chiến dịch truy tìm không thành công thiết giáp hạm Đức Tirpitz. Trong các hoạt động này, nó chịu đựng những hư hại ở tháp pháo phía trước do hoạt động ở tốc độ cao trong hoàn cảnh thời tiết xấu. Đến cuối tháng, nó đi đến Hull và được sửa chữa tại xưởng tàu của hãng Brigham and Cowan cho đến cuối tháng 6.

### Địa Trung Hải

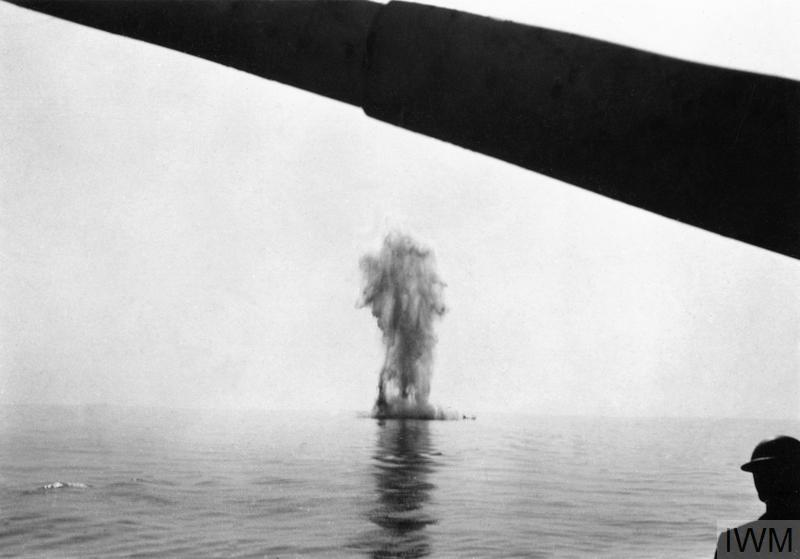
HMS Foresight đang chìm sau khi bị HMS Tartar đánh đắm bằng ngư lôi.

Vào tháng 8, Tartar được điều động hỗ trợ các chiến dịch của Hải quân Hoàng gia tại Địa Trung Hải. Nó tham gia Chiến dịch Pedestal trong thành phần hộ tống; khi đoàn tàu vận tải chịu đựng các cuộc tấn công từ trên không và của tàu ngầm từ ngày 11 tháng 8, sau khi họ bị tàu ngầm Ý Uarsciek phát hiện. Vào ngày 12 tháng 8, Tartar tiến hành tấn công bằng mìn sâu để đánh đuổi tàu ngầm Ý Granito, rồi cùng với chiếc HMS Lookout đánh đuổi tàu ngầm Ý Emo. Sau khi chiếc HMS Foresight bị hư hại trong một cuộc không kích, Tartar đã tìm cách kéo nó quay trở lại Gibraltar. Trên đường đi, họ là mục tiêu của một cuộc tấn công bất thành bởi tàu ngầm Đức U-73 vào ngày 13 tháng 8. Sau cuộc tấn công, và sau khi nhận thấy những nỗ lực nhằm cứu con tàu bị hư hại đã tỏ ra vô vọng, Tartar đã đón những thành viên của Foresight lên tàu, rồi phóng ngư lôi đánh đắm nó. Sau khi Chiến dịch Pedestal kết thúc, Tartar lên đường quay trở về để gia nhập trở lại Hạm đội Nhà tại Scapa Flow.
Khi quay trở về vào tháng 9, Tartar hình thành nên lực lượng hộ tống cho Đoàn tàu PQ-18 rồi cho Đoàn tàu QP-14. Vào tháng 10, nó quay trở lại khu vực Địa Trung Hải tham gia Chiến dịch Torch, cuộc đổ bộ của Đồng Minh lên Bắc Phi. Trong đợt bố trí này, từ ngày 8 đến ngày 30 tháng 11, nó đã hộ tống các đơn vị hạm đội và đoàn tàu vận tải cũng như tuần tra chống tàu ngầm. Nó sau đó được điều về Lực lượng Q tại Algiers, nơi nó được phân công đáng chặn các đoàn tàu vận tải tiếp liệu đối phương và hộ tống các đoàn tàu của Đồng Minh. Nó làm nhiệm vụ này cho đến tháng 2 năm 1943, cho dù phải chịu đựng nhiều cuộc tấn công của đối phương. Vào ngày 28 tháng 4, nó tấn công các tàu phóng lôi E-boat đối phương gần Marrettimo, Algérie, vào ngày 7 tháng 5, nó được bố trí cùng các tàu khu trục khác của Hạm đội Địa Trung Hải phong tỏa khu vực mũi Bon để ngăn chặn các tàu vận chuyển tìm cách triệt thoái binh lính đối phương khỏi Tunisia.

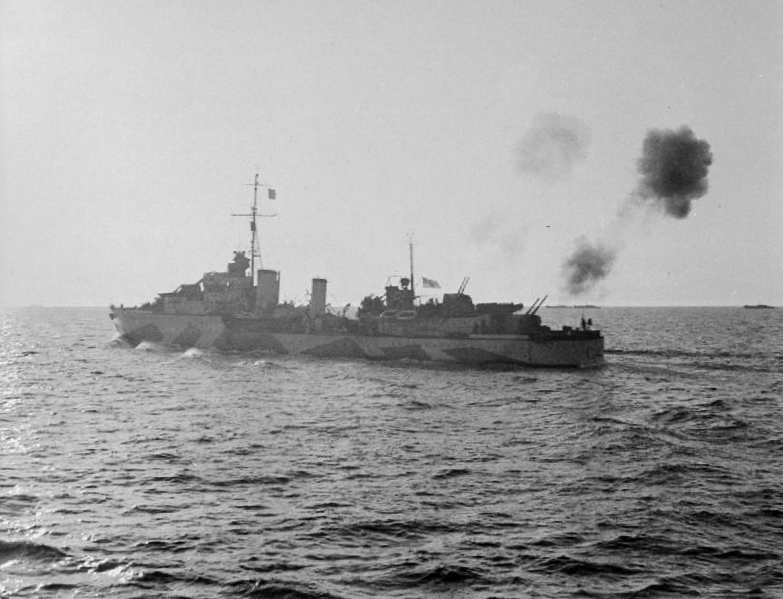
Salerno, 9 tháng 9 năm 1943 (Chiến dịch Avalanche): HMS Tartar dựng hàng rào hỏa lực phòng không với các khẩu pháo 4,7 inch của nó để bảo vệ lực lượng tấn công khỏi không kích của đối phương.

Sang tháng 6, Tartar hỗ trợ các hoạt động ngoài khơi Pantellaria, vào tháng 7 đã hộ tống các đoàn tàu vận tải trong khuôn khổ Chiến dịch Husky, cuộc đổ bộ của Đồng Minh lên Sicily. Vào ngày 11 tháng 7, nó cứu vớt khoảng 200 người sống sót từ chiếc tàu bệnh viện Talamba, vốn bị các cuộc không kích của Đức đánh chìm ngoài khơi bãi đổ bộ. Sang ngày 12 tháng 7, nó đánh đắm chiếc tàu chở đạn dược Baarn, vốn bốc cháy sau khi bị hư hại do không kích. Một ngày sau, nó kéo tàu khu trục HMS Eskimo quay trở lại Malta, sau khi Eskimo bị hư hại do không kích. Trong tháng 8, nó hỗ trợ cho việc Đồng Minh chiếm đóng Ý qua việc bảo vệ cho cuộc đổ bộ lên Calabria, và sau đó là cuộc đổ bộ lên Salerno. Vào ngày 19 tháng 9, nó bắn pháo chống trả một cuộc phản công của quân Đức, và sau đó chịu đựng cuộc tấn công của bom lượn điều khiển bằng vô tuyến. Nó quay trở về Anh vào cuối tháng 10, trải qua những tháng cuối năm 1943 và cho đến tháng 1 và tháng 2 năm 1944 được tái trang bị tại Devonport.

### Vùng biển nhà – Đổ bộ Normandy
Trong tháng 3 và tháng 4, Tartar đảm nhiệm vai trò soái hạm của Chi hạm đội Khu trục 10 trực thuộc Bộ tư lệnh Plymouth, thực hiện các chuyến tuần tra chống tàu bè dọc bờ biển nước Pháp, cũng như hộ tống các tàu bè Đồng Minh vượt eo biển Manche. Trong tháng 5, nó cùng HMS Bellona hộ tống cho chiếc HMS Apollotrong các hoạt động rải mìn ngoài khơi bờ biển Pháp nhằm chuẩn bị cho cuộc Đổ bộ Normandy. Vào ngày 6 tháng 6, nó dẫn đầu Chi hạm đội Khu trục 10 đi vào eo biển Manche để ngăn chặn những ý định của Hải quân Đức can thiệp vào cuộc đổ bộ và việc di chuyển của các đoàn tàu trong Chiến dịch Neptune.
Vào ngày 9 tháng 6, Tartar cùng Chi hạm đội Khu trục 10 có mặt trong Trận Ushant chống lại các tàu chiến Đức. Cho dù các tàu khu trục Đức ZH1 và Z32 bị đánh chìm, nó cũng bị hư hại do hỏa lực bắn trả. Cầu tàu bị bắn trúng và bốc cháy, cột ăn-ten chính bị gảy qua mạn và mọi thông tin liên lạc và radar bị cắt đứt; bốn người đã thiệt mạng và 12 người khác bị thương trong đó có Trung tá Jones. Con tàu quay trở về Devonport trong một thời gian ngắn để sửa chữa tạm thời, trước khi quay trở lại hoạt động tại khu vực eo biển. Vào ngày 7 tháng 7, nó đánh chặn và đối đầu các tàu quét mìn thuộc Chi hạm đội 46 Đức ngoài khơi quần đảo Channel, đánh chìm các tàu quét mìn M4601 và M4605. Sang ngày 6 tháng 8, Tartar, HMS Bellona, HMS Ashanti, HMCS Haida và HMCS Iroquois tấn công một đoàn tàu ngoài khơi Saint-Nazaire, đánh chìm các tàu quét mìn M263 và M486, tàu tuần tra V414 và một tàu đổ bộ duyên hải cùng bốn tàu nhỏ.

### Viễn Đông
Tartar trải qua một đợt tái trang bị khác từ tháng 11 năm 1944 cho đến tháng 2 năm 1945, rồi được điều động sang phục vụ cùng Hạm đội Đông. Trong tháng 3, nó bảo vệ cho nhiều tàu sân bay hộ tống đi Gibraltar, rồi tiến hành các đợt thực tập tại Địa Trung Hải trước khi khởi hành đi Trincomalee thuộc Ceylon, đến nơi vào ngày 20 tháng 4. Thoạt tiên nó được phân về Chi hạm đội Khu trục 10, trong thành phần hộ tống các tàu chiến tham gia cuộc càn quét khu vực quần đảo Adaman và Nicobar; rồi sau đó nó tham gia bắn phá Car Nicobar và Port Blair, cũng như hỗ trợ cho Chiến dịch Dracula, cuộc đổ bộ lên Rangoon thuộc Miến Điện. Các hoạt động khác bao gồm hộ tống, tấn công tàu bè đối phương; diễn ra thường xuyên dưới các cuộc không kích của đối phương, nhưng chiếc tàu khu trục đã không chịu thiệt hại hay thương vong. Nó sau đó được đề cử để tham gia Chiến dịch Zipper, nhưng đã không được thực hiện, và hoạt động cho đến khi xung đột kết thúc. Nó hiện diện trong vịnh Tokyo vào lúc văn kiện đánh dấu Nhật Bản đầu hàng được ký kết trên thiết giáp hạm Hoa Kỳ USS Missouri vào ngày 2 tháng 9 năm 1945.

### Sau chiến tranh
Khi chiến tranh kết thúc, Tartar lên đường đi Penang vào ngày 7 tháng 9, rồi tiếp tục hành trình quay trở về Anh, về đến Plymouth vào ngày 17 tháng 11. Nó được đưa về lực lượng dự bị vào đầu năm 1946, sử dụng như tàu nghỉ ngơi cho nhân sự Hạm đội Dự bị trước khi được đưa vào danh sách loại bỏ vào năm 1947. Nó được bán cho hãng BISCO vào ngày 6 tháng 1 năm 1948 để tháo dỡ, và được kéo đến xưởng tàu J Cashmere tại Newport, South Wales để tháo dỡ vào ngày 22 tháng 2.